# 알리 골리자데
알리 골리자데(페르시아어: علی قلی‌زاده, Ali Gholizadeh, 1996년 3월 10일 ~ )는 이란의 축구 선수로, 현재 폴란드 엑스트라클라사의 레흐 포즈난에서 공격수, 윙어로 활약하고 있다.